# Trigolo
Trigolo es una comune italiana de la provincia de Cremona, región de Lombardía. Tiene una población estimada, a fines de octubre de 2021, de 1630 habitantes.

## Evolución demográfica
| Gráfica de evolución demográfica de Trigolo entre 1861 y 2021 |
|                                                               |
| Fuente ISTAT - elaboración gráfica de Wikipedia               |